# الوجاجه
ال وجاجه یک منطقهٔ مسکونی در عمان است که در باطنه واقع شده‌است.